# 埃克斯佩里門特 (喬治亞州)
埃克斯佩里門特（英語：Experiment）是位於美國喬治亞州斯波爾丁縣的一個人口普查指定地區。

## 地理
埃克斯佩里門特的座標為33°14′28″N 84°16′29″W / 33.24111°N 84.27472°W，而該地最高點為海拔高度288米（即945英尺）。

## 人口
根據2010年美國人口普查的數據，埃克斯佩里門特的面積為7.90平方千米，當中陸地面積為7.90平方千米，而水域面積為0.00平方千米。當地共有人口3233人，而人口密度為每平方千米409人。